# Acartauchenius simoni
Acartauchenius simoni is een spinnensoort in de taxonomische indeling van de hangmatspinnen (Linyphiidae).
Het dier behoort tot het geslacht Acartauchenius. De wetenschappelijke naam van de soort werd voor het eerst geldig gepubliceerd in 2002 door Robert Bosmans.